# Neuné
El Neune  o Neuné es un río francés que discurre por el departamento de Vosgos, en la región Gran Este (Francia). Es un afluente por la margen derecha del Vologne, por tanto un subafluente del Mosela y del Rin.

## Geografía
El Neune nace en el municipio de Gerbépal, en el lugar llamado Fond-Goutte, a 762 m de altitud, ubicado en el parque natural regional des Ballons des Vosges, por donde discurre una parte de su curso.
Tiene 24,5 km de longitud. Se dirige primeramente hacia el noroeste, después hacia el oeste, finalmente hacia el suroeste y acaba por confluir con el Vologne, por su margen derecha, al nivel de la pequeña localidad de Champ-le-Duc, a 444 m de altitud. En el territorio de la Chapelle-devant-Bruyères se le une su principal afluente por la izquierda el Bheumey.

### Comunas atravesadas
En el departamento de Vosgos el Neune atraviesa los ocho municipios siguientes, en el sentido aguas arriba hacia aguas abajo de Gerbépal (fuente), Corcieux, la Capilla-ante-Bruyères, La Houssière, Biffontaine, les Poulières,  Laveline-devant-Bruyères y Champ-le-Duc (confluencia).
En cuanto a cantones, el Neune nace en el cantón de Corcieux, atraviesa el cantón de Brouvelieures, y confluye en el cantón de Bruyères,  todos en los dos distritos de Santo-Dié-de Vosgos- y de Épinal.
No obstante la comunidad de municipios del Val de Neuné reagrupa los municipios de Gerbépal, Corcieux, los Arrentès-de-Corcieux, La Houssière, Biffontaine, les Poulières, la Capilla-ante-Bruyères, Vienville y desde el 1.º de enero de 2014, Barbey-Seroux.

### Cuenca
El Neune atraviesa una sola zona hidrográfica 'El Neune' (A433) de 97 km² de superficie. Esta cuenca está constituida por el 49,27 % de « territorios agrícolas », el 47,88 % de « bosques y medios seminaturalizados », y por el 2,73 % de « territorios artificializados ».

## Afluentes
- Arroyo de la Gota (rg) en el municipio de Gerbépal
- Arroyo de los Bouleaux (rd) en los municipios de Gerbépal  y Corcieux
- El Arroyo de la Goulle (rg) 7,5 km en los municipios de Gerbépal  (fuente) y Corcieux (confluencia) con un afluente:[2]
  - Arroyo de Rayrand  (rg) 5,8 km en ambos municipios de Gerbépal  y Corcieux con dos afluentes:
    - Arroyo de Lenvergoutte (rg) 1,5 km en el municipio de Gerbépal
    - El Lourdon (rd) 1.6 km en el municipio de Gerbépal
- Arroyo del Ruxurieux (rd) 5,3 km en los municipios de Corcieux y La Houssière
- El Xavé  (rg) 8,7 km sobre las tres comunas de Arrentès-de-Corcieux (fuente), Corcieux y La Houssière (confluencia) con un afluente:[3]
  - Arroyo de los Bandos (rg) en los municipios de Los Arrentès-de-Corcieux y de Corcieux
- Arroyo de Noiregoutte (rd) 1,4 km en el municipio de la Houssière
- Arroyo de Biffontaine o Arroyo de Belmont (rd) 2,8 km en los municipios de Biffontaine (fuente) y Las Poulières (confluencia),.
- Arroyo de los Pinos (rd) 3,1 km sobre el municipio de Los Poulières
- El B'Heumey o Bheumey (rg) 7,9 km en las cuatro comunas de Arrentès-de-Corcieux (fuente) Corcieux, Vienville y La Capilla-Ante-Bruyères (confluencia) con un afluente:[4]
  - Arroyo de Hubert-Prados (rg) en el municipio de La Capilla-Ante-Bruyères
- Arroyo de los Graviers  (rd) en el municipio de La Capilla-Ante-Bruyères
- Arroyo de los Friches canal distributario de 4,1 km procedente del Vologne

Entonces el rango de Strahler es cuatro.

## Hidrología
El Neune es un río muy caudaloso. 
Su caudal se ha estudiado desde 1986 durante un período de 29 años (1986-2014), en Laveline-devant-Bruyères, una localidad situada a poca distancia de su confluencia con Vologne. La superficie estudiada es de 96 km², que es el 99% de la cuenca hidrográfica total del río.
El módulo promedio anual o tasa de caudal en Laveline-devant-Bruyères es de 2,15 m³/s.
El Neuné muestra fluctuaciones de caudal estacionales moderadas. El período de aguas altas es la temporada de invierno, con flujos mensuales promedio que varían de 2.52 a 3.38 m³/s, de noviembre a marzo inclusive (con dos máximos, el primero en diciembre y el segundo en marzo).  A partir de abril, el flujo disminuye bruscamente, luego la recesión continúa conduciendo al período de escasez de agua, que va de julio a septiembre, con una disminución del flujo mensual promedio  hasta de 0.939 m³/s en el mes desde agosto, que sigue siendo bastante para un caudal tan pequeño. Pero las fluctuaciones de flujo pueden ser mayores a lo largo de los años.
Las crecidas pueden ser bastante grandes, dado el pequeño tamaño de la cuenca. El QIX 2 y el QIX 5 son respectivamente de 19 y 26 m³/s. El QIX 10 es de 31 m3 /s, el QIX 20 es de 35 m³/s, mientras que el QIX 50 es de 40 m³/s. El volumen de inundación de Neuné supera en más del 30% al del Vologne.
El caudal instantáneo máximo registrado en Laveline-devant-Bruyères durante este período fue de 36,3 m³/s el 30 de diciembre de 2001, mientras que el flujo diario máximo registrado fue de 32,6 m³/s el 4 de octubre de 2006. La altura instantánea máxima fue de 167 cm el 3 de octubre de 2006.

## Ecología

### Fauna y flora
El Neuné alguna vez fue famoso por sus mejillones perlíferos en gran peligro de extinción como en otros ríos. Por otro lado, el castor europeo se ha establecido en el curso inferior de Neuné. Además, el valle de Neuné tiene una gran población de Amelanchiers, un arbusto nativo de América del Norte, conocido localmente como el "petit".